# Dorothea Schlözer

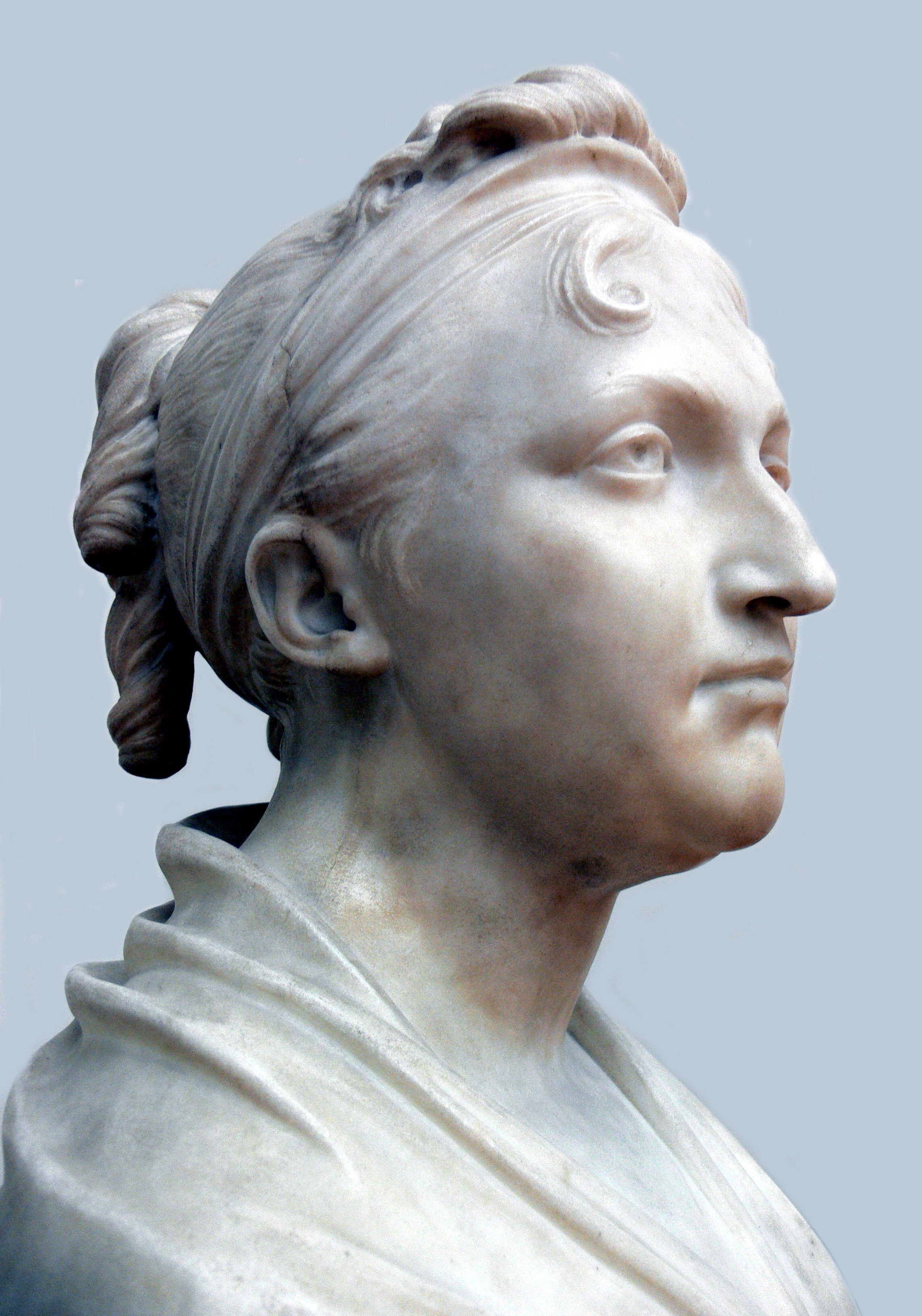
Busto de mármol de Dorothea Schlözer (1806), por Jean-Antoine Houdon

Dorothea Schlözer (18 de agosto de 1770-12 de julio de 1825) fue una erudita alemana y la primera mujer en recibir el grado de doctor en Filosofía en Alemania. Fue una de las llamadas Universitätsmamsellen, un grupo de cinco mujeres muy activas durante los siglos XVIII y XIX, hijas de académicos de la Universidad de Gotinga, entre las que podemos incluir a Meta Forkel-Liebeskind, Therese Huber, Philippine Engelhard y Caroline Schelling.

## Vida

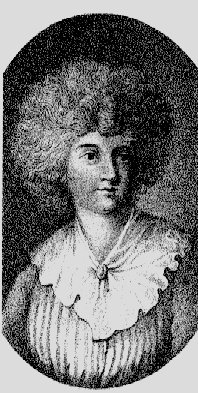
Dorothea Schlözer c.1790

Dorothea von Rodde-Schlözer nació en Göttingen, hija del profesor August Ludwig Schlözer, destacado historiador y teórico en educación y de Caroline Friederike von Schlözer, artista y pintora. Su padre, August Schlözer, creía que la inteligencia de las mujeres era igual a la de los hombres. Para resolver una disputa con otro profesor sobre la eficacia del método de educación de Johann Bernhard Basedow, acordaron educar a sus hijos primogénitos por diferentes métodos para ver cómo diferían los resultados. Ambos niños resultaron ser chicas. Dorothea Schlözer recibió un régimen distinto al de Basedow, disponiendo de los mejores tutores privados y de un plan de estudios riguroso, que hizo posible que aprendiera a leer con cuatro años. También fue educada en varios idiomas desde temprana edad, y al cumplir 16 años ya dominaba 9 idiomas: francés, inglés, neerlandés, sueco, italiano, latín, español, hebreo y griego. También estudió matemáticas con el profesor Kasner, que se sorprendió de sus habilidades. Más tarde estudió botánica, zoología, óptica, religión, minería y mineralogía. Además, recibió instrucción en áreas que se creía típicamente femeninas, como tocar el piano, cantar, coser, tejer y cocinar.
Las mujeres generalmente no estaban autorizadas a estudiar en la Universidad de Gotinga en ese momento, y Dorothea Schlözer se sometió a un extenso examen individual por un comité de la Facultad en los temas de lenguas modernas, matemáticas, arquitectura, lógica y metafísica, clásicos, geografía y literatura. Obtuvo su título a finales de la década de 1780. 
En 1792 se casó con un rico comerciante, el senador Mattheus Rodde, en la localidad de Lübeck. Con él tuvo tres hijos. A partir de entonces, la escritora adoptó el nombre de Dorothea von Rodde-Schlözer, el primer uso de apellido doble en alemán. Su hogar se convirtió en un centro para la vida social e intelectual que atraía a visitantes de toda Alemania y Francia. Más tarde estudió arte en París y alcanzó un alto nivel. Le encargaron pintar un retrato del Káiser Francisco II. 
Es conocida su relación con el escritor francés Charles de Villers (1765-1815). Desde 1794, vivieron juntos el matrimonio y el escritor francés. En 1810 el negocio de su marido fue declarado en quiebra y su salud se resquebrajó, con una senilidad prematura. Este golpe fue seguido por la muerte de Villers y de dos de sus hijos. Débil y enferma, Dorothea von Rodde-Schlözer se trasladó a Aviñón (Francia), buscando un clima más suave y con la esperanza de salvar la vida de su única hija superviviente. Murió allí de neumonía en 1825, a los 55 años.